# 289 î.Hr.

## Decese
- Agatocle, tiran al Siracuzei (316 - 304 î.Hr.), rege autoproclamat al Siciliei (304 - 289 î.Hr.), (n.c. 360 î.Hr.)